# Monde artificiel

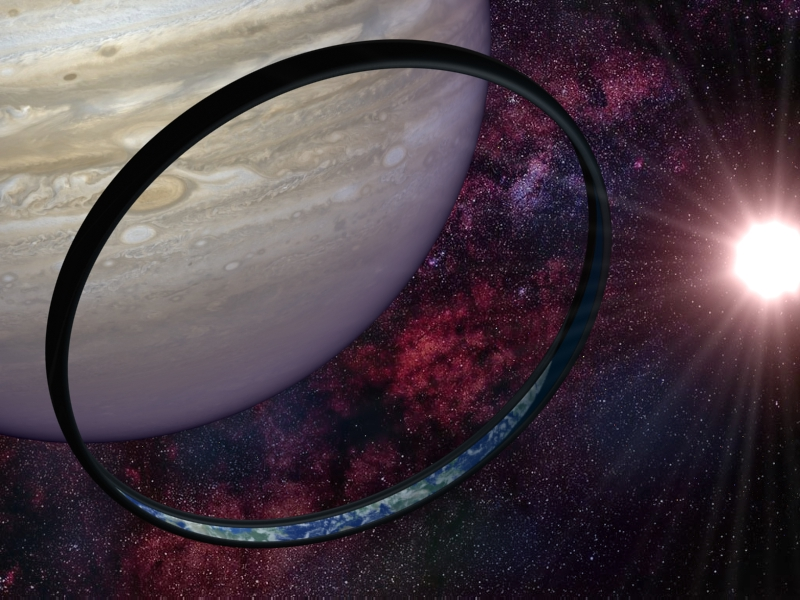
Vue d'artiste d'une Orbitale de La Culture, telle que décrite dans l'univers de fiction créé par l'auteur Iain Banks.

Un monde artificiel est un lieu ou une construction destiné à délivrer un confort supérieur à une espèce, mais qui en contrepartie doit être entièrement construit et entretenu avec des technologies très avancées et pour un cout élevé.
Divers mondes artificiels ont été imaginés par des auteurs en science spéculative et en fiction.  
De telles mégastructures pourraient présenter les avantages d'une utilisation efficace de l'énergie solaire et d'un immense espace habitable, mais leur construction et leur entretien exigeraient des technologies beaucoup plus avancées que celles du XXIe siècle. 
Exemples de mondes artificiels :
- Sphère de Dyson
- Globus Cassus
- Planétoïde
- L'Anneau-Monde